# Antonio Galli (Bildhauer)
Antonio Galli (* 5. Januar 1812 in Viggiù; † 23. September 1861 ebenda) war ein italienischer Bildhauer.

## Leben
Antonio Galli wurde 1812 in Viggiù als Sohn von Marco Antonio Galli und Maria Somaini geboren. 1828 ging er nach Mailand, wo er an der Accademia di Belle Arti di Brera studierte und im Atelier seines Onkels Francesco Somaini arbeitete. Für einen Aufenthalt in Rom und eine Ausbildung bei Bertel Thorvaldsen, wie in älterer Literatur behauptet, gibt es keine Belege.
Sein erstes bekanntes Werk sind drei Genien für den Arco della Pace in Mailand.  Zwischen 1838 und 1843 nahm er mehrmals an den Ausstellungen der Accademia di Brera teil und präsentierte zahlreiche Porträts, darunter eines des zu dieser Zeit in der Lombardei ansässigen Musikers Franz Liszt. International bekannt machte ihn eine Statue der Susanna im Bade, die auf der Weltausstellung 1851 in London mit einer Goldmedaille ausgezeichnet und von Napoleon III. gekauft wurde.
Um 1832 heiratete er Rosa Camelli, das Paar bekam den Sohn Rizzardo (* 1836), der ebenfalls Bildhauer wurde, sowie die Töchter Emilia (* 1838) und Amalia (* 1842).
Gallis frühe Werke sind im Stil des Klassizismus gehalten, er kehrte sich jedoch bald davon ab und wandte sich einem romantischen Naturalismus zu. Dies zeigt sich in der Darstellung der Gesichtszüge, der Kleidung und der Pose der dargestellten Figuren. Er schuf mythologische, allegorische und religiöse Statuen und Reliefs, Porträtstatuen und Büsten, vorwiegend in Marmor. Zu seinen Werken gehören Denkmäler im öffentlichen Raum und mehrere Statuen für den Mailänder Dom. Er beschäftigte sich oft mit ungewöhnlichen Themen. Seine Darstellungen, die von der herkömmlichen Ikonographie abwichen, stießen bei konservativen Kritikern auf Widerspruch.

## Werke

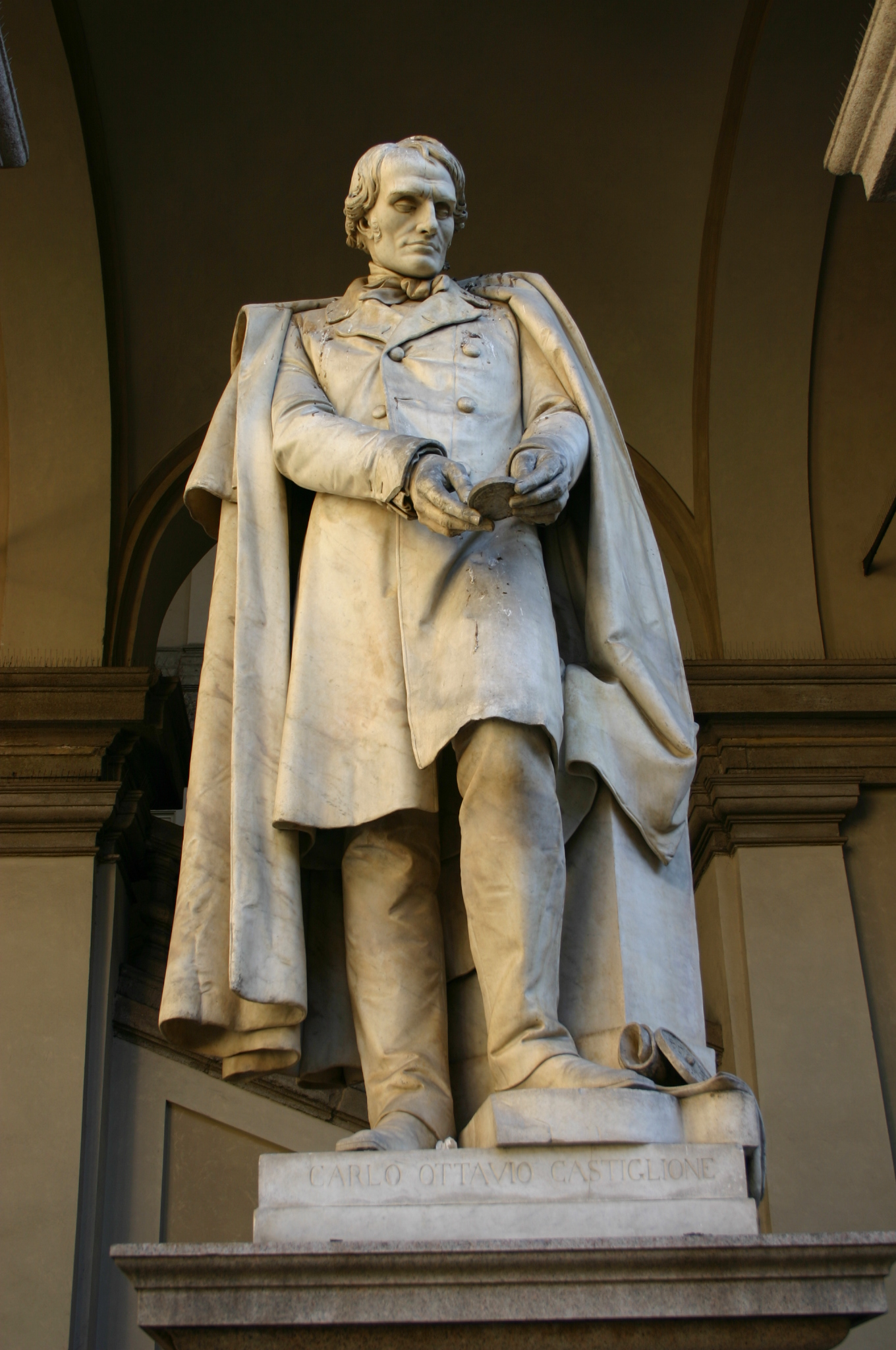
Statue Carlo Ottavio Castiglionis im Hof des Palazzo di Brera

- Statue des hl. Lukas, Kirche Santa Maria Nascente, Viggiù, 1841
- sechs Statuen für den Mailänder Dom, 1845/1856
- La Rassegnazione, 1846
- Allegorie der Freundschaft, Villa Tittoni Traversi, Desio, 1846/1849[1]
- Relief von Alessandro Volta, Ospedale S. Matteo, Pavia, 1850
- Susanna im Bade, 1851, heute im Musée d’Orsay, Paris
- Marmorbüste Gaetano Giudicis, Rathaus von Viggiù, 1851
- La Pazza per amore, 1854
- Statue Carlo Ottavio Castiglionis im Hof des Palazzo di Brera, 1855
- Stele mit Büste Felice Bellottis, Palazzo di Brera, 1856
- Statue der Madonna, Kirche Madonna della Croce, Viggiù
- Statue Domenico Fontanas im Vestibül des Palazzo Civico, Lugano